# Nászer ad-Din perzsa sah
Nászer ad-Din (Tebriz, 1831. július 16. – Teherán, 1896. május 1.) perzsa sah 1848-tól haláláig.

## Élete
Mohammed sah fia. Trónörökös korában édesapja Tebrizbe küldötte mint helytartót. Amikor Mohammed 1848-ban elhunyt, a trón ugyan Nászerre szállt, neki azonban rokonaival elkeseredett harcokat kellett folytatnia. Uralkodása első éveiben a kormányt a művelt Mirza-Taki kánra bízta, aki sok visszaélést megszüntetett és több üdvös reformot léptetett életbe. Ámde az udvari ármány mindaddig áskálódott ellene, míg Nászer megölette. Ezzel a reform-korszaknak is vége volt, habár egyik-másik téren utóbb is történtek reform kísérletek. Magyar tisztek (Karacsay gróf és Nemiró huszárőrnagy), később pedig német tisztek és Huszein khán a hadsereg újjászervezése és európai mintára való begyakorlása körül fáradoztak; Pollák bécsi orvos (a sah házi orvosa) az egészségügyet iparkodott reformálni; német, angol és orosz vállalkozók gyárakat alapítottak, vasutakat és műutakat építettek és több efféle. Egészben véve azonban Perzsia belállapotai keveset változtak Nászer kormánya alatt és a belügyi politika terén a keleti despotizmus maradt az uralkodó rendszer.
Vallási tekintetben a sah eleinte türelmetlennek mutatkozott, és amikor a bábista szekta több híve 1858-ban merényletet intézett Nászer ellen, a sah rettenetes bosszút állt az egész felekezeten, amelyet soha többé nem méltatott kegyelemre. (Későbbi gyilkosa is egy ilyen üldözött szektához tartozott.) Több ízben (1873, 1878, 1889) a sah (állítólag tanulmányi célból) meglátogatta Európát és 1889. augusztus 26–27-én Budapestet is felkereste. A látottakat naplójába jegyezte fel, amely nyomtatásban is megjelent. Fiatal korában verseket is írt, amelyet a Divan nevű gyűjteményben láttak napvilágot. A sah halálakor fiai közül Mazud Mirza volt a legidősebb életben maradt herceg, ő azonban a dinasztia számára elfogadhatatlan anyától született, ezért az uralkodó Mozaffar ad-Din nevű fia, korábban Teherán kormányzója, örökölte a trónt.
1896-ban Mirza Reza Kermani, egy üldözött szekta tagja, neggyilkolta.